# Zeitgeistbeweging
De Zeitgeistbeweging (Engels: The Zeitgeist Movement (TZM) is een internationale beweging die werkt aan het veranderen van het dominante culturele en sociale klimaat (tijdsgeest). Vandaar ook de naam "Zeitgeistbeweging". In de kern zet de beweging zich in voor een post-schaarste economisch model dat duurzaamheid en efficiëntie centraal zet voor het welzijn van de samenleving, in balans met de natuur.
De beweging kwam tot stand naar aanleiding van de tweede film van Peter Joseph,  Zeitgeist Addendum waarin ook de ideeën van Jacque Fresco over een geldloze en duurzame economie werden gepresenteerd. De beweging streeft niet naar politieke macht, maar naar bewustwording van economische problemen en verandering van maatschappelijke waarden.
De beweging heeft naar eigen zeggen een miljoen geïnteresseerden (abonnees op e-maillijsten) en zo'n 150 afdelingen in zestig landen. In 2009, een jaar na de oprichting, wist ze zo'n 900 mensen bijeen te krijgen in een zaal in New York; toen werd het ledental opgegeven als een kwart miljoen.

## Geschiedenis
Nadat Joseph de eerste Zeitgeist film uitbracht in 2007 zag hij de film "Future By Design" van Fresco en was daarvan onder de indruk en nam contact op. Vervolgens werd Joseph uitgenodigd om op bezoek te komen bij Fresco in Venus (Florida). De internationale beweging werd in 2008 opgericht naar aanleiding van Peter Josephs tweede film Zeitgeist: Addendum. Joseph wijde vervolgens ook zijn derde film aan Fresco's ideeën en organiseerde publieke bijeenkomsten met hem. In de tweede en derde Zeitgeist film presenteerde Fresco en andere experts op het gebied van maatschappij, psychologie, economie en geopolitiek een nieuwe vorm van economie. 
Een Nederlandse tak werd in maart 2010 opgericht ter gelegenheid van het jaarlijkse evenement ZDay, dat in dat jaar voor Nederland in de openbare bibliotheek van Amsterdam werd gehouden. In juni van datzelfde jaar begeleidde de beweging Jacque Fresco van The Venus Project tijdens zijn wereldtour. Fresco sprak onder andere bij de oude Philipsfabriek en het Evoluon tijdens Inspiration Days 2010 in Eindhoven.
In 2011 kwam de derde film uit van de Zeitgeist filmseries, genaamd Zeitgeist: Moving Forward. Daarna kregen Fresco en Joseph ruzie over het wel of niet inzamelen van geld voor een nieuwe documentaire voor Fresco. Joseph wilde eerst een plan van aanpak zien voordat er aan een inzameling begon in naam van de beweging. Fresco had verder kritiek over het gebrek aan begrip van zijn ideeën onder de Zeitgeisters. Joseph werkt op het moment aan een vierde deel van de Zeitgeist filmseries.

## Organisatie

### Doelstelling
De beweging propageert een economische ordening die men natural law/resource based economy (NL/RBE) noemt: wat een post-schaarste economie is op basis van de in kaart gebrachte hulpbronnen van onze planeet en waar productie en distributie grotendeels geautomatiseerd en lokaal is. Hierbij wordt de wetenschappelijke methode gebruikt om tot beslissingen te komen in een open source cultuur waarin de samenleving vrij toegang heeft tot geavanceerde onderzoekcentra. In een samenleving die volgens dit principe is ingericht, zouden milieuproblemen, armoede en honger ontgroeid kunnen worden, terwijl politiek overbodig wordt.

### Structuur
De beweging bestaat uit verschillende lokale takken, ook wel bekend als chapters. Deze chapters zijn onderverdeeld in lokale, regionale en nationale chapters. De nationale chapter coördinatoren vormden in het verleden samen weer de GCA (Global Chapter Administration). De GCA is rond 2015 opgeheven, sindsdien is de beweging meer decentraal geworden. Deze structuur wordt volledig in stand gehouden door vrijwilligers.

## Kritiek
De beweging heeft kritiek op de huidige manier van economie voeren, in welke smaak dan ook (kapitalisme, socialisme of communisme). De beweging erkent dat al deze smaken een algemene gelijkenis hebben en dat is oneindige groei ongeacht de draagkracht van de planeet. Dit leidt volgens de beweging tot systemische problemen zoals armoede, oorlog, vervuiling en corruptie. De oplossing is volgens de beweging een economie gebaseerd op de draagkracht van onze planeet waar wetenschap centraal staat als beslissingsmethode. Als tegenreactie krijgt de beweging kritiek op dit denkbeeld, het wordt weggeschoven als utopisch.
Omdat de eerste Zeitgeist film voornamelijk bekend werd door de complottheorieën die besproken werden in die film wordt dit ook gelinkt aan de beweging, die eigenlijk pas tot stand kwam naar aanleiding van de tweede Zeitgeistfilm. Echter wordt er afstand gedaan van alle Zeitgeist films door de beweging, met name de eerste film  . De tweede en derde film worden slechts gezien als inspiratie en startpunt van de beweging.